# 何かおかしい
『何かおかしい』（なにかおかしい）は2022年6月1日（5月31日深夜）から7月6日（5日深夜）まで、毎週水曜（火曜深夜）の0時30分 - 1時にテレビ東京系列で放送されたテレビドラマ。
ラジオの生放送番組に届いたお便りがきっかけとなり悲劇が起こっていくリアルタイム進行型ホラー。原案・ストーリーテラーは雨穴（うけつ）、シーズン1の主演は民放ドラマ初主演の濱正悟。
2023年4月5日（4日深夜）から6月21日（20日深夜）までシーズン2となる『何かおかしい 2』が放送された。ネットラジオに舞台を移し、浅利陽介、津田寛治らが新たに出演するほか、松尾諭、濱正悟、小手伸也らが続投した。

## 撮影方法
両作ともスタジオセット10数か所に小型カメラが定点設置し撮影されており、舞台のように通しの一発取りをしているのが特徴（最大で15分の長回し）。この手法は3日で全6話を撮影するという過密日程により生み出され、出演者の一部はラジオ番組の台本という形で台本を手元において芝居をしている（このため、セリフ打ち合わせやカメラリハーサルの時間は削減）。セリフの間違いも、生のラジオっぽいということでNGにしなかった部分がある。また、中継スタッフ役の演者の撮影映像はそのまま劇中使用している。

## キャスト
花岡優一
演 - 濱正悟
ラジオ番組「オビナマワイド」の構成作家→「オビナマワイド・ネオ」放送作家・演出家・タレント（シーズン2）。
シーズン2では第5話より登場するため主人公では無い。
畑野雄介
演 - 松尾諭
「オビナマワイド」のミキサー→「オビナマワイド・ネオ」のミキサー（シーズン2）。
五十嵐寛貴
演 - 今井隆文
「オビナマワイド」のディレクター社員。
小手伸也
演 - 小手伸也（本人）
「オビナマワイド」金曜MC→「オビナマワイド・ネオ」MC（シーズン2第5話）。
岡田結実
演 - 岡田結実（本人）
「オビナマワイド」月・火アシスタント。
山之内すず
演 - 山之内すず（本人）
「オビナマワイド」水・木アシスタント→「オビナマワイド・ネオ」水アシスタント（シーズン2第11話）。
小野寺心愛
演 - 樋口日奈（当時乃木坂46）
「オビナマワイド」スタッフ→「オビナマワイド・ネオ」リポーター（シーズン2）。
今岡
演 - 吉田ウーロン太
「オビナマワイド」技術スタッフ。
青木
演 - 青木瞭
「オビナマワイド」中継スタッフ。
岡田
演 - 岡田彩花
「オビナマワイド」中継スタッフ。
上村駿作
演 - 浅利陽介
「オビナマワイド・ネオ」プロデューサー。
土屋孝成
演 - 津田寛治
「オビナマワイド・ネオ」ディレクター。
内山
演 - 細川岳
「オビナマワイド・ネオ」構成作家。
樋口愛海
演 - 上村ひなの（日向坂46）
「オビナマワイド・ネオ」中継レポーター。
田島優希
演 - 兒玉遥
「オビナマワイド・ネオ」AD。

### ゲスト

#### シーズン1
ヒャダイン
演 - ヒャダイン（本人）（第1話・第3話）
「オビナマワイド」月・火MC。
おのののか
演 - おのののか（本人）（第1話）
「オビナマワイド」初代アシスタント。佐倉瑞希の遺品を探す企画を担当した。
佐倉瑞希〈当時10〉
演 - 華岡稟（第1話）
5年前遊園地で行方不明になり、後に遺体で発見された少女。
藤森慎吾
演 - 藤森慎吾（オリエンタルラジオ、本人）（第2話・第4話）
「オビナマワイド」水・木MC。
CHAMI
演 - 筧美和子（第2話）
交通事故を起こして裁判中のアイドル。
佐々木ハナ
演 - 伊沢磨紀（第2話）
ハンカチのようなものをつるしている家に住む女性。
片桐
演 - 鳥谷宏之（第2話）
CHAMIの担当弁護士。
タクミ
演 - 佐伯大地（第3話）
ドS王子と呼ばれる人気俳優。
マンモス
演 - 杏花（第3話）
タクミにドSキャラを提案したリスナー。14年前のオカルト掲示板の話題を話す。
峯岸静香
演 - 橋本マナミ（第4話）
女優。峯岸夏南の母。映画『天使がいた夏2』で監督に初挑戦する。
峯岸夏南
演 - 塚本颯来（10年前：斉藤百奏）（第4話）
10年前失踪した人気子役。リスナーからコンビニ店員として働いているという情報が寄せられる。
香音
演 - 香音（本人）（第5話）
「オビナマワイド」金曜アシスタント。
女子高生
演 - 中村舞（STU48）（第6話）
オビナマ・ジ・エンドの友人。「スクエア」の参加者。
オビナマ・ジ・エンド
演 - 藤嶋花音（第6話）
「あなたのお困りごとなんでも助けます」のコーナーに「スクエア」という遊びの参加者募集を依頼する。

#### シーズン2
いとうあさこ
演 - いとうあさこ（本人）（第1話）
「オビナマワイド・ネオ」月・木MC。
大久保佳代子
演 - 大久保佳代子（オアシズ、本人）（第1話）
「オビナマワイド・ネオ」月・木MC。
河園哲也
演 - 松尾貴史（第1話）
映画監督。
田中シュー
演 - 中川晴樹（第1話）
放送作家。
吉村崇
演 - 吉村崇（平成ノブシコブシ、本人）（第2話）
「オビナマワイド・ネオ」火・金MC。
景井ひな
演 - 景井ひな（本人）（第2話・第4話）
「オビナマワイド・ネオ」火・金アシスタント。
サトシ
演 - 西岡星汰（第2話）
国民的若手俳優。
森田哲矢・東ブクロ
演 - 森田哲矢・東ブクロ（さらば青春の光、本人）（第3話）
「オビナマワイド・ネオ」水MC。
井上咲楽
演 - 井上咲楽（本人）（第3話）
「オビナマワイド・ネオ」水アシスタント。
ヒカリ
演 - 川島海荷（第3話）
「オビナマワイド・ネオ」ゲスト。
トモ
演 - 中西悠綺（第3話）
ヒカリの高校時代のバレー部の友達。現在は車椅子生活をしている。
プロばあちゃん
演 - 宮崎美子（第3話）
ヒカリが高校時代に通っていた駄菓子屋のおばあさん。
もう中学生
演 - もう中学生（本人）（第4話・第8話）
「オビナマワイド・ネオ」火・金MC。
梶川雄介
演 - 園山敬介（第4話）
郷土研究家。
永島聖羅
演 - 永島聖羅（本人）（第5話）
「オビナマワイド・ネオ」アシスタント。
三浦エマ愛
演 - しゅはまはるみ（第5話）
グルメインフルエンサー、予約の取れないスーパー家政婦。
「キッチンゆめまぼろし」店主
演 - 大塚かなえ（第5話）
レストラン「キッチンゆめまぼろし」の店主。
DJ KOO
演 - DJ KOO（本人）（第6話）
「オビナマワイド・ネオ」MC。
えなこ
演 - えなこ（本人）（第6話）
「オビナマワイド・ネオ」アシスタント。
谷口愛
演 - 谷川愛梨（第6話）
「オビナマワイド・ネオ」中継リポーター。
バスト山内
演 - 坪倉由幸（我が家）（第6話）
動物写真家。
高橋茂雄
演 - 高橋茂雄（サバンナ、本人）（第7話）
「オビナマワイド・ネオ」火・金MC。
松村沙友理
演 - 松村沙友理（本人）（第7話・第8話）
「オビナマワイド・ネオ」火・金アシスタント。
峯岸作
演 - 矢作穂香（第7話）
新進気鋭の劇作家・演出家。劇団『ほんもの』主宰。
高宮エリカ
演 - 寺本莉緒（第7話）
天才カルト女優。5年前に失踪した。
アヤ
演 - 橘美緒（第8話）
「オビナマワイド・ネオ」レポーター。
マナミ
演 - 忍野さら（第8話）
「オビナマワイド・ネオ」レポーター。
メグ
演 - 奥菜恵（第8話）
「オビナマワイド・ネオ」のリスナー。「めいこん」についての情報を提供する。
岡野陽一
演 - 岡野陽一（最高の人間、本人）（第9話）
「オビナマワイド・ネオ」月・木MC。
吉住
演 - 吉住（最高の人間、本人）（第9話）
「オビナマワイド・ネオ」月・木アシスタント。
七北真弓
演 - 小沢真珠（第9話）
東所山市市議会議員。元アナウンサー。
カオリン
演 - 弓木奈於（乃木坂46）（第9話）
アイドル「猫耳のお仕置き」メンバー。東所山市観光大使。
浜野謙太
演 - 浜野謙太（本人）（第10話）
「オビナマワイド・ネオ」火MC。
ゆうちゃみ
演 - ゆうちゃみ（本人）（第10話）
「オビナマワイド・ネオ」火アシスタント。
京極晴人
演 - 松村雄基（第10話）
タレント・起業家。元ホスト。
京極マリア
演 - 酒井若菜（第10話）
女優。晴人の妻。
京極謙信
演 - 阿久津仁愛（第10話）
薙高校1年生。晴人とマリアの息子。
はじめしゃちょー
演 - はじめしゃちょー（本人）（第11話）
「オビナマワイド・ネオ」水MC。
宮崎力也
演 - SWAY（第11話）
タレント。元高校教師。焼肉店「焼肉熱血」をオープンさせた。
リスナー
演 - ゆうたろう（第11話）
「オビナマワイド・ネオ」のリスナー。
小林俊太郎
演 - 林勇輝（第11話）
リスナーが探していた人物。
マミ
演 - 石川翔鈴（第11話）
力也の元生徒。
マミの友達
演 - 日比野芽奈、吉村萌南（ラフ×ラフ）（第11話）
力也の元生徒。
LiLiCo
演 - LiLiCo（本人）（第12話）
「オビナマワイド・ネオ」金アシスタント。
グローバー
演 - グローバー（本人）（第12話）
「オビナマワイド・ネオ」金MC。
髙橋千鶴子（千里眼ヒーラー麻里子）
演 - 柳ゆり菜（第12話）
女優、お化け屋敷館長。
新しい学校のリーダーズ
演 - 新しい学校のリーダーズ（本人）（第12話）
「シン・オビナマワイドスーパー」のゲスト。

## スタッフ

### 何かおかしい
- 原案 - 雨穴
- 脚本 - 熊本浩武、太田勇、及川博則
- 演出 - 太田勇、及川博則、山口将幸
- 音楽 - スキャット後藤
- エンディングテーマ - 三浦透子「intersolid」（EMI Records/Universal Music）[8]
- プロデューサー - 間宮由玲子（テレビ東京）、太田勇（テレビ東京）、村上浩美（ライス）
- 制作協力 - ライス
- 製作著作 - テレビ東京

### 何かおかしい 2
- 原案 - 雨穴
- 脚本 - 太田勇、及川博則
- 演出 - 太田勇、及川博則
- エンディングテーマ（奇数話） - 三浦透子「intersolid」（EMI Records/Universal Music）
- エンディングテーマ（偶数話） - 新しい学校のリーダーズ「Suki Lie」（ビクターエンタテインメント）
- プロデューサー - 夏雪（テレビ東京）、村上浩美（ライス）
- 制作協力 - ライス
- 製作著作 - テレビ東京

## 放送日程
| 各話  | 放送日        | サブタイトル           | 演出     |
| ----- | ------------- | ---------------------- | -------- |
| 第1話 | 2022年6月01日 | おしゃべり人形         | 太田勇   |
| 第2話 | 6月08日       | 虹色のハンカチ         | 及川博則 |
| 第3話 | 6月15日       | その口、ふさいでやるよ | 太田勇   |
| 第4話 | 6月22日       | いろはにほへと         | 太田勇   |
| 第5話 | 6月29日       | 儀式                   | 山口将幸 |
| 第6話 | 7月06日       | 隅の婆様               | 及川博則 |

| 各話   | 配信日         | 放送日        | サブタイトル   | 脚本            | 演出     |
| ------ | -------------- | ------------- | -------------- | --------------- | -------- |
| 第1話  | 2022年08月12日 | 2023年4月05日 | てるてる坊主   | 太田勇 及川博則 | 及川博則 |
| 第2話  | 2022年08月12日 | 04月12日      | おだいこさま   | 太田勇 及川博則 | 及川博則 |
| 第3話  | 09月16日       | 04月19日      | ぷろばびりてぃ | 太田勇 及川博則 | 及川博則 |
| 第4話  | 09月16日       | 04月26日      | にせ雨穴       | 太田勇 及川博則 | 及川博則 |
| 第5話  | 10月07日       | 05月03日      | カワイバコ     | 及川博則        | 及川博則 |
| 第6話  | 10月07日       | 05月10日      | 猫又様         | 及川博則        | 及川博則 |
| 第7話  | 11月25日       | 05月17日      | ほんもの       | 今井隆文 太田勇 | 太田勇   |
| 第8話  | 11月25日       | 05月24日      | めいこん       | 太田勇          | 太田勇   |
| 第9話  | 12月23日       | 05月31日      | ひきこさん     | 及川博則        | 及川博則 |
| 第10話 | 12月23日       | 06月07日      | マッチング     | 太田勇          | 太田勇   |
| 第11話 | 2023年01月20日 | 06月14日      | 人探し         | 太田勇          | 太田勇   |
| 第12話 | 2023年01月20日 | 06月21日      | お化け屋敷     | 及川博則        | 及川博則 |

## 放送局
| 放送期間              | 放送時間                     | 放送局         | 対象地域       | 備考   |
| --------------------- | ---------------------------- | -------------- | -------------- | ------ |
| 2022年6月1日 - 7月6日 | 水曜 0:30 - 1:00（火曜深夜） | テレビ東京     | 関東広域圏     | 製作局 |
|                       |                              | テレビ北海道   | 北海道         |        |
|                       |                              | テレビせとうち | 岡山県・香川県 |        |
|                       |                              | TVQ九州放送    | 福岡県         |        |
| 2022年6月4日 - 7月9日 | 土曜 1:40 - 2:10（金曜深夜） | テレビ大阪     | 大阪府         |        |

| 放送期間               | 放送時間                     | 放送局         | 対象地域       | 備考   |
| ---------------------- | ---------------------------- | -------------- | -------------- | ------ |
| 2023年4月5日 - 6月21日 | 水曜 0:30 - 1:00（火曜深夜） | テレビ東京     | 関東広域圏     | 製作局 |
|                        |                              | テレビ北海道   | 北海道         |        |
|                        |                              | TVQ九州放送    | 福岡県         |        |
|                        |                              | テレビ愛知     | 愛知県         |        |
|                        |                              | テレビせとうち | 岡山県・香川県 |        |
| 2023年4月8日 - 6月24日 | 土曜 1:40 - 2:10（金曜深夜） | テレビ大阪     | 大阪府         |        |

## ネット配信
何かおかしい
動画配信サービス「Paravi」で2022年4月23日から全話先行配信。
テレビ東京公式 ドラマチャンネル（YouTube）で4月23日から前半3話先行配信。3話合計で200万回に迫る再生回数となった。
ネットもテレ東（公式サイト、TVer、GYAO!）で地上波放送終了後に最新回が広告付き無料配信された。
何かおかしい 2
動画配信サービス「Paravi」で2022年8月12日から毎月2話ずつ先行配信。
テレビ東京公式 ドラマチャンネル（YouTube）で2022年8月12日から第1話を先行配信（以降、奇数話のみ先行配信）。
ネットもテレ東（公式サイト、TVer）で地上波放送終了後に最新回が広告付き無料配信された。